# ポール・ジャマン
ポール・ジャマン（Paul Jamin、1853年2月9日 - 1903年7月10日）はフランスの画家である。「アカデミック美術」の画家として扱われる。「先史時代」の情景やガリアの歴史といった特異な題材の絵を描いた。

## 略歴
パリで生まれた。父親は、フランス科学アカデミーの事務長で、ジャマン干渉計に名前を残している物理学者のジュール・ジャマンである。父親から技術者として教育され、製図も学ぶが、美術の世界に転じた。
ギュスターヴ・ブーランジェの教室で学び、ローマ賞に挑戦するが、後にジュール・ジョゼフ・ルフェーブルの教室に移り、ローマ賞受賞をあきらめた。1879年からサロン・ド・パリに出展を始め、1882年に作品のひとつが選外佳作(encouraging mention)に選ばれた。1883年にフランス芸術家協会の会員となった。
考古学に興味を示し、先史時代などの情景を描いた。代表作は「ガリアの族長ブレンヌスの戦利品」とされている。
1903年にパリで没した。

## 作品

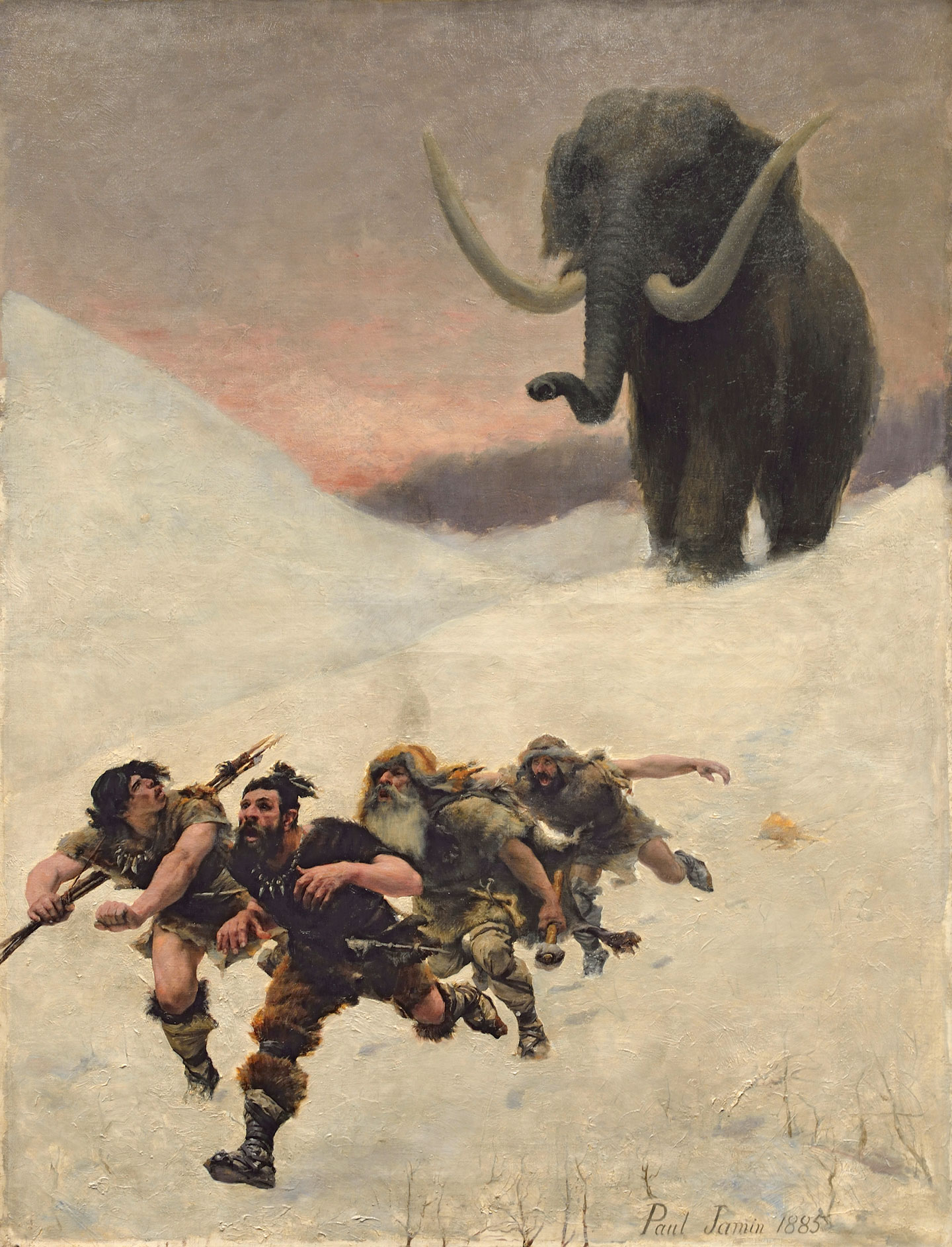
「マンモスからの避難」
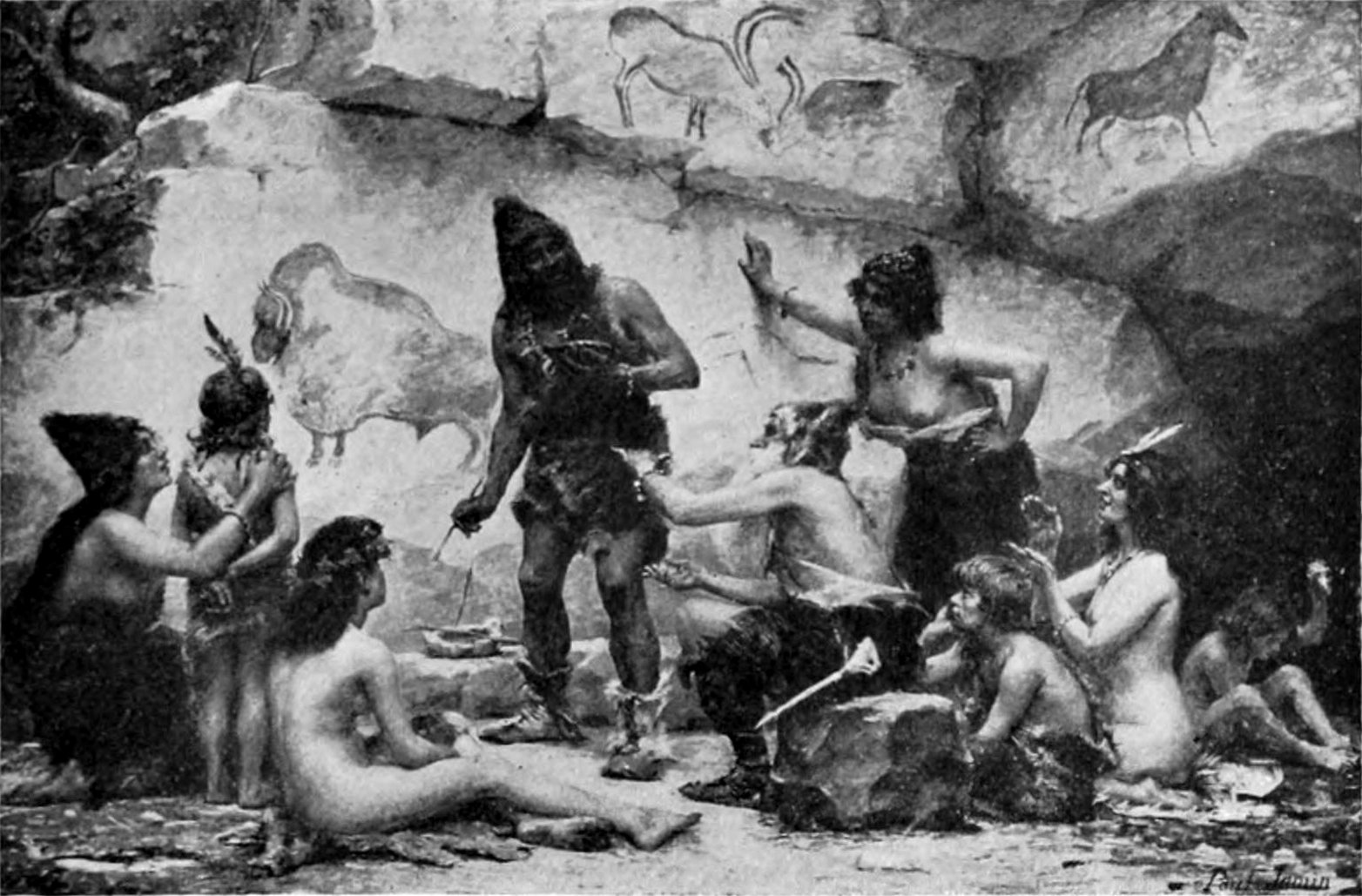
「古代の装飾画家」
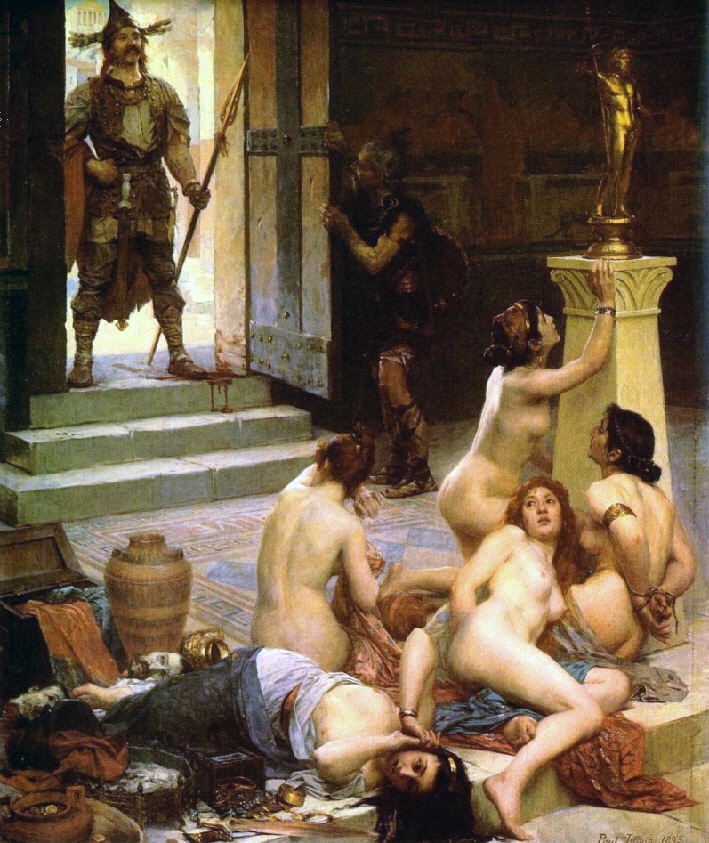
「ガリアの族長ブレンヌスの戦利品」
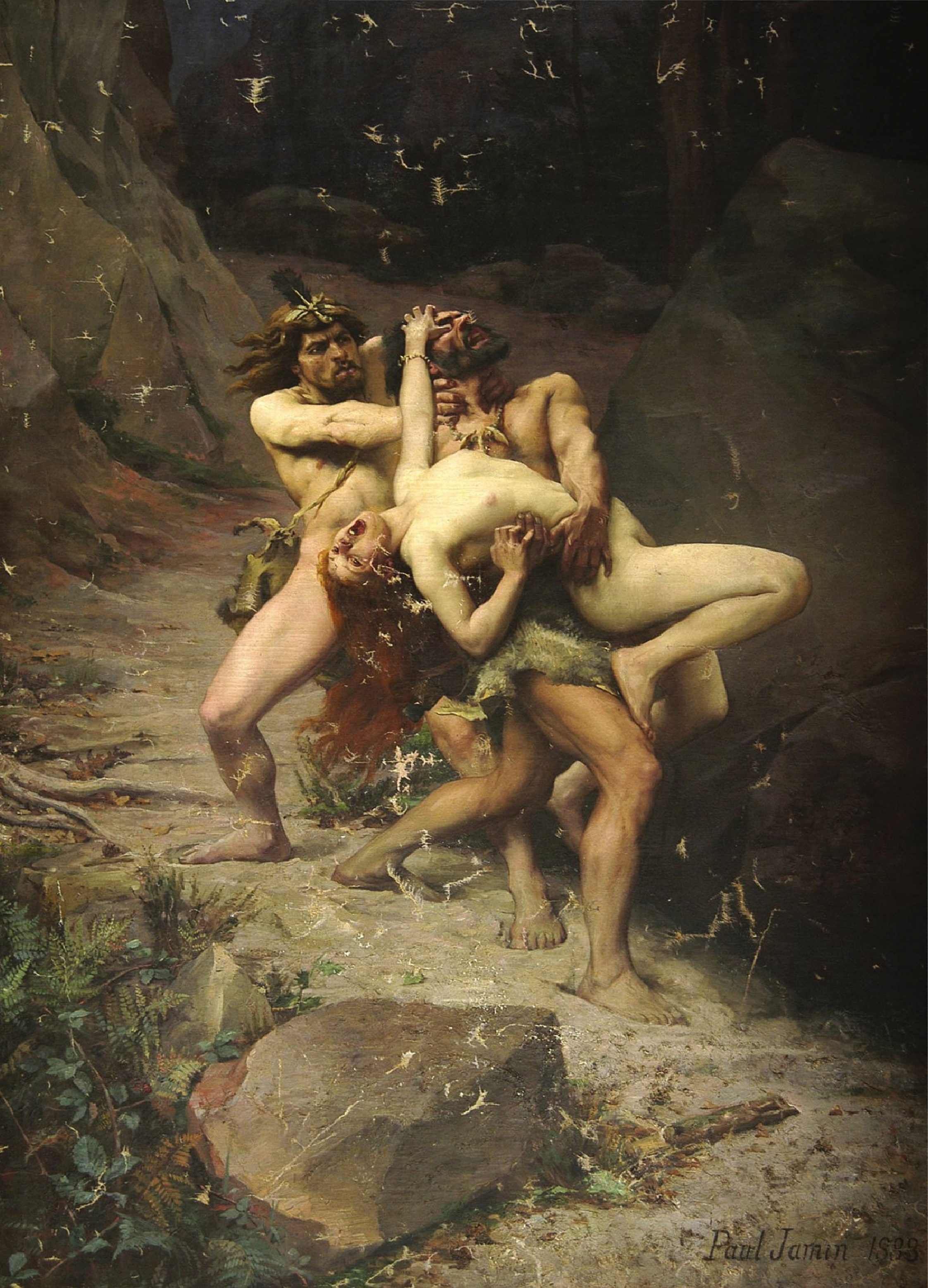
石器時代の拉致